# Гнездилово (Бешенковичский район)
Гнездилово (бел. Гняздзі́лава) — деревня в Бешенковичском районе Витебской области Беларуси. В составе Соржицкого сельсовета.

## География
Ближайшие населённые пункты Будилово (Бешенковичский район), через реку Западная Двина — Духровичи (Шумилинский район) и др.

### Гидрография
Река Западная Двина.

## История
В 1910 году в Островенской волости Сенненского уезда Могилёвской губернии.
До 9 июля 1965 года деревня входила в состав Островенского сельсовета.

## Население

### Численность
- 2009 год — 16 жителей

### Динамика
- 1910 год — 204 жителей ( 94 муж., 110 жен.), 41 дворов[2]
- 1999 год — 20 жителей (перепись населения)
- 2009 год — 16 жителей (перепись населения)[2]

## Достопримечательность
- Мемориальный комплекс на месте памятного знака в месте соединения войск 43-й армии 1-го Прибалтийского и 39-й армии 3-го Белорусского фронтов в ходе проведения операции «Багратион» 25 июня 1944 года, установленного возле деревни Гнездилово[4][5].